# براد وول
براد وول هو رائد أعمال وسياسي كندي، ولد في 24 نوفمبر 1965 في سويفت كورنت في كندا. حزبياً، نشط في حزب ساسكاتشوان ‏. وقد انتخب عضو المجلس التشريعي من ساسكاتشوان عن دائرة Swift Current (provincial electoral district) ‏ (16 أغسطس 1999 – ) وانتخب Premier of Saskatchewan ‏ (21 نوفمبر 2007 – ).